# Zwei Bauern und kein Land
Zwei Bauern und kein Land ist ein Fernsehfilm von Sibylle Tafel mit Katharina Thalbach, Christoph Schechinger und Ernst Stötzner in den Hauptrollen. Das Drehbuch zum Film wurde von Jakob Hein und Robert Krause geschrieben. Der Film wurde am 3. März 2017 in Das Erste zur Primetime erstmals ausgestrahlt.

## Handlung
Johannes Becker müht sich nach Kräften, als kleiner Landwirt zurechtzukommen. Doch in der heutigen Zeit ist das nahezu unmöglich, und die Schulden wachsen ihm über den Kopf. Der alte Mähdrescher ist kaputt, und Geld für Ersatzteile hat er nicht. Dann fordert auch noch der Abwasserzweckverband fast 10.000 Euro, die in den letzten Jahren aufgelaufen sind. Der Versuch, die Bürgermeisterin, seine von ihm getrennt lebende Ehefrau, um Hilfe zu bitten, scheitert an deren Möglichkeiten.
Unerwartet zieht Johannes’ Sohn Felix aus der Großstadt zurück auf den elterlichen Hof, um als Landwirt tätig zu werden. Nach fünf Jahren der Funkstille müssen er und sein Vater, Johannes Becker, sich wieder aneinander gewöhnen. Auch sonst ist die Zeit nicht ganz stehen geblieben, denn seine Eltern haben sich derweil getrennt. Um seinem Sohn keinen komplett maroden Hof zu übergeben, verkauft er das Land schweren Herzens an seinen Erzrivalen Günter Fuchs und hat nun das nötige Geld, seine Schulden zu begleichen. Doch davon weiß Felix nichts und erntet inzwischen den Weizen auf dem Feld, das den Beckers nun gar nicht mehr gehört. Johannes tut sich schwer, seinem Sohn reinen Wein einzuschenken, jetzt wo dieser heimgekehrt ist und nun auch noch erklärt, Bauer werden zu wollen. Deshalb versucht Johannes, sein Land zurückzukaufen, doch Fuchs stellt sich quer. So dauert es nicht lange, und Felix erfährt die ganze Wahrheit. Doch auch er trägt die ganze Zeit ein Geheimnis mit sich herum, denn er war die letzten Jahre im Gefängnis. Für seinen Traum, in der Großstadt als DJ zu arbeiten, hatte er sich auch auf das Raubkopieren von Musik eingelassen, wofür er am Ende verurteilt wurde. Und so gesteht er seinem Vater, dass er eigentlich auch pleite ist. Zusammen schmieden sie nun einen Plan. Sie mähen weiterhin auf den Feldern, die eigentlich Fuchs gehören, die aber noch von den Vorbesitzern bestellt worden waren. Da ihr eigener Mähdrescher nicht mehr einsatzfähig ist, besorgen sie sich kurzerhand ein nagelneues Modell. Unter dem Vorwand, die Maschine nur Probe fahren zu wollen, mähen sie des Nachts das gesamte Feld ab. Doch ihre Freude währt nicht lange, denn die Lagerhalle mit dem Getreide brennt plötzlich ab. Johannes hat sofort Günter Fuchs in Verdacht, doch der ist genauso plötzlich verschwunden. Die Kriminalpolizei sucht ihn nicht nur wegen des Abschlusses von Scheingeschäften, sondern auch wegen Subventionsbetrugs, weil er sich den Kauf der Ländereien als Ökoflächen hatte fördern lassen.
Korn weg, Fuchs weg, und Felix geht nun auch wieder zurück in die Stadt. Johannes weiß nicht weiter. In einer Versammlung der betroffenen Bauern schlägt die Bürgermeisterin vor, dass alle ihr Land zurückkaufen sollten. Mit den entsprechenden Fördermöglichkeiten sollte dies machbar sein. Doch die meisten haben das Geld schon ausgegeben, das sie von Fuchs bekommen hatten. So beschließt Johannes, die Äcker allein zu kaufen, indem er sich bzw. Felix für ein „Jungbauerprogramm“ anmeldet. Da sein Sohn noch nichts von diesem Vorhaben weiß, muss er ihn schnell davon überzeugen, denn die Anmeldefrist läuft in Kürze ab. In der letzten Minute erreichen sie das Landwirtschaftsministerium und können ihren Antrag noch fristgemäß abgeben.

## Rezeption

### Einschaltquoten
Zwei Bauern und kein Land wurde bei der Erstausstrahlung von 3,95 Millionen Zuschauern verfolgt, was einem Marktanteil von 12,5 Prozent entspricht. Von der werberelevanten Zielgruppe verfolgten 7,2 Prozent den Fernsehfilm, was etwa 0,72 Millionen werberelevanten Zuschauern entspricht.

### Kritiken
Tilmann P. Gangloff von tittelbach.tv zieht folgendes Urteil zu diesem Film: „[...] Dank des vom herrlich wortkargen Ernst Stötzner angeführten guten Ensembles, einer wunderbaren Musik und dem satten Sommerlicht bietet der Film dennoch (oder vielleicht gerade deshalb) ausgesprochen vergnügliche und kurzweilige Unterhaltung auf hohem handwerklichen Niveau.“
Bei der Frankfurter Allgemeinen urteilte Oliver Jungen: „Es wäre leicht, einen deprimierenden Film über dieses Thema zu produzieren. Aber es erfordert einiges an Talent, das Bauernsterben in einer urigen Komödie zu verarbeiten, ohne die Probleme aus dem Blick zu verlieren.“ „Die Autoren Jakob Hein und Robert Krause haben ihr trotziges Heugabelmärchen in einem mecklenburgischen Provinznest angesiedelt. Das Geheimnis ist eine Art dramaturgische Fruchtfolge: Auf jeden ökonomischen Rückschlag folgt eine freche Selbstbehauptung. Die beherzte Regie von Sibylle Tafel kontrastiert in passender Weise farb- und sonnensatte Bilder, die der Wellness-Optik üblicher Landromanzen folgen, mit einer Handlung, die eigentlich von Ausweglosigkeit handelt.“
Ulrich Feld von der FNP meinte: „Der Heimatfilm, bereits oft totgesagt, hat sich im ARD-Freitagabendfilm einen regelmäßigen Sendetermin erobert. Richtig so: Von friedlicher Idylle keine Spur mehr. Statt dem Gefühl von Sicherheit und Behaglichkeit fließen immer mehr sozialkritische Elemente in die Filme ein.“ „Die Mischung aus Humor, (angedeutetem) Ehedrama und sozialem Frust zündet sofort und kommt dank flotter Regie auch sehr schnell in die Puschen. […] Trotz allem Witz kommen auch die ernsteren Themen des Films durchgehend zum Tragen. Es geht dabei ja auch um das Sterben der Höfe, den Kampf der Landwirte ums Überleben und das schrankenlose Treiben der Spekulanten. Schön, dass der ARD-Freitagsfilm solche Themen immer wieder aufgreift. Wenn er sie dann auch noch ansprechend und unterhaltsam verpackt, umso besser.“